# Schefflera malmei
Schefflera malmei är en araliaväxtart som först beskrevs av Hermann August Theodor Harms, och fick sitt nu gällande namn av David Gamman Frodin. Schefflera malmei ingår i släktet Schefflera och familjen araliaväxter. Inga underarter finns listade.